# Michael Maniaci
Michael Maniaci (3 de maig de 1976) és un sopranista estatunidenc cèlebre per la seva inusual habilitat de cantar en el registre d'una soprano sense usar falset. La majoria dels homes que tenen aquesta habilitat l'han obtingut com a resultat d'un disfunció hormonal, però per raons encara desconegudes la laringe de Maniaci no es va desenvolupar fent que la seva veu no canviés de forma habitual. Aquesta anomalia fisiològica li ha donat a Maniaci l'habilitat de cantar en el registre de soprano sense sonar com un típic contratenor o una dona. Per aquesta raó, molts pedagogs professionals en l'educació vocal consideren la veu de Maniaci com una cosa única entre els contratenors, i la comparen amb les veus dels castrats del passat.
Maniaci s'està convertint en una presència important en l'ambient musical internacional, havent aparegut en papers estel·lars en companyies com l'Òpera del Metropolitan, La Fenice, i Opera North. Se'l coneix majorment per cantar treballs de Händel, Mozart i Monteverdi.